# Чень Вейцян
Чень Вейцян (7 червня 1958) — китайський важкоатлет.
Олімпійський чемпіон 1984 року в категорії 60 кг.